# Josep Cervera i Bret
Josep Cervera i Bret (Peralada, Alt Empordà, 1 de setembre de 1883 - Roses, 5 de desembre de 1969) fou un compositor per a contrabaix solista, contrabaixista, compositor de sardanes, i altres gèneres musicals.